# Craig of the Creek
Craig of the Creek（クレイグ・オブ・ザ・クリーク）は、2018年3月30日からアメリカ合衆国のカートゥーン ネットワークで放送されているテレビアニメ。このシリーズは、友情、多様性、LGBTがテーマとなっており、その表現の自由が多くのファンに愛されている中、日本では1本も放送されていない状態にある。

## キャラクター

### メイン
クレイグ・ウィリアムズ
声 - フィリップ・ソロモン
10歳の男の子、友達のケルシー、JPと一緒にクリークで遊ぶのが大好き。
ケルシー・ポコリー
声 - ジョージー・キダー（パイロット版・シーズン1、エピソード1〜3）、ノエル・ウェルズ（シーズン1、エピソード4〜現在）
9歳の赤毛の女の子、クレイグの親友。紫のマントを着ており、彼女のペットにはモーティモアというセキセイインコがいる。
JP・マーチャ
声 - H・マイケル・クローナー
11歳の男の子、クレイグの親友である。身長がとても高く、赤色のホッケージャージを着ている。

### クレイグの家族
ジェシカ・ウィリアムズ
声 - ダーマ・ブラウン（パイロット版）、ルシア・カニンガム（シリーズ版）
クレイグの妹、6歳。
バーナード・ウィリアムズ
声 - フィル・ラマール
クレイグの兄。
デュアン・ウィリアムズ
声 - テリー・クルーズ
クレイグの父。
ニコール・ウィリアムズ
声 - キンバリー・ヘバート・グレゴリー
クレイグの母。
アール・ウィリアムズ
声 - ラマー（パイロット版）、フィル・モリス（シリーズ版）
クレイグのおじいちゃん
ジョジョ・ウィリアムズ
声 - サウンダ・マクレイン
クレイグのおばあちゃん